# كاسا سبورت
كاسا سبورت هو نادي كرة قدم سنغالي مقره يقع في زيغوينتشور. يلعب الفريق في الدوري السنغالي الممتاز. يخوض الفريق مبارياته المنزلية على ملعب ألين سيتوي دياتا الذي يستع لحوالي عشرة آلاف متفرج. النادي هو أحد أهم أندية إقليم كازامنس، واشتق اسمه من الأحرب الأربعة الأولى من الإقليم.
ترتيب النادي هو السادس في مجموع عدد البطولات التي كسبها على مستوى البلاد بما مجموعه ست بطولات، وذلك بالاشتراك مع نادي أيه إس بوليس داكار ونادي أيه إس سي سونيور.